# Valentin Volk
Valentin Volk (* 1846 oder 1849 oder 1850 in Mainz; † 1909) war ein Kunst- und Kirchenmaler aus Mainz. Er malte im neoromanischen Stil.

## Werke

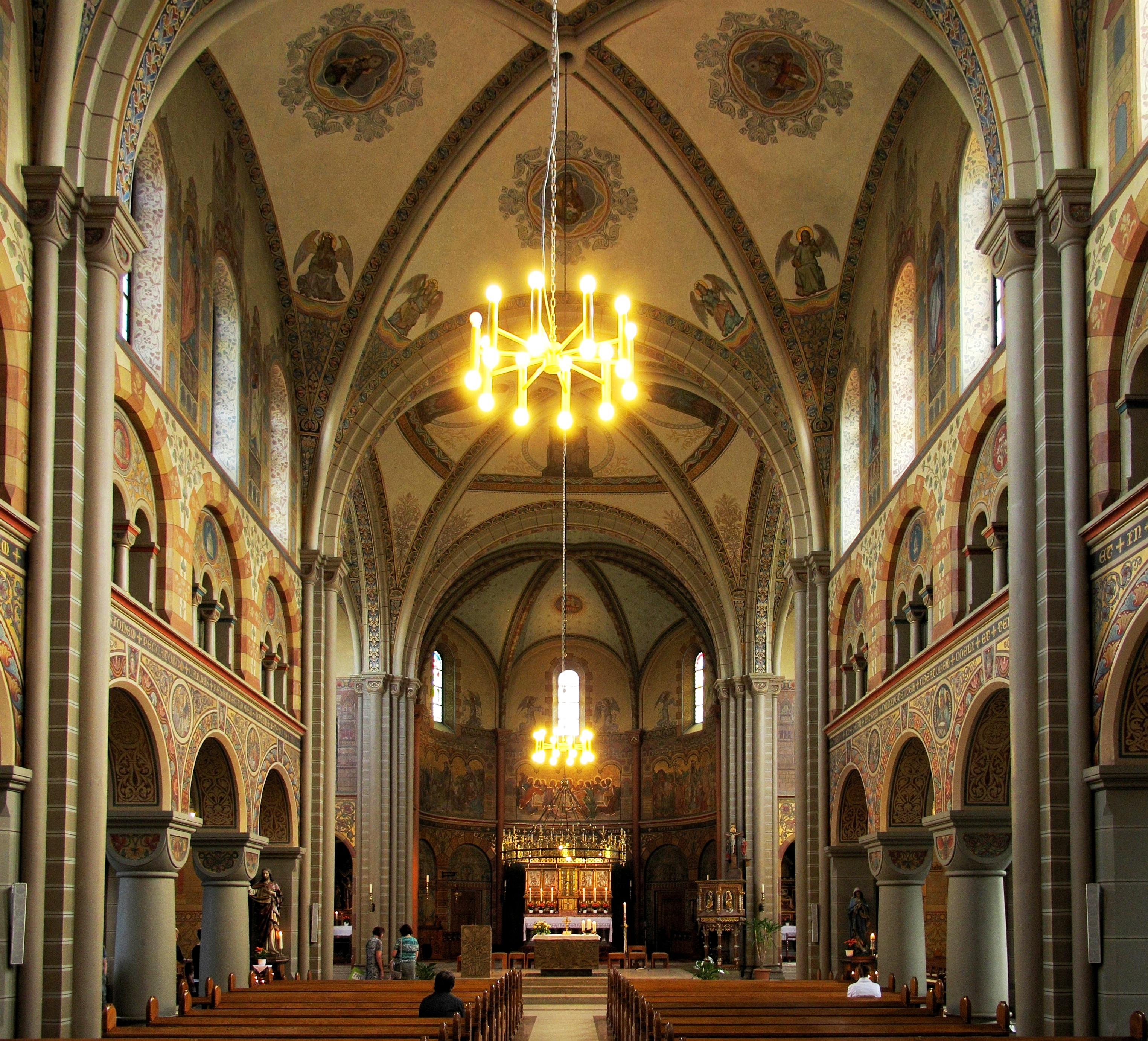
St. Cäcilia (Harsum) mit der Ausmalung von Valentin Volk

- 1877: Ausmalung der Pfarrkirche St. Alban in Gabsheim[1]
- 1882: Chor der Pfarrkirche in Bingen am Rhein[2]
- 1883: Kreuzweg in der Augustinerkirche in Ingolstadt[3]
- 1885/86: Restaurierung und Neuausmalung der Kirche in Schloss Johannisberg[4]
- 1887: Gemälde des Heiligen Christophorus (Öl auf Leinwand) in der Simultankirche Bechtolsheim.[5]
- frühestens oder nach 1888: Evangelische Pfarrkirche in Großwinternheim
- 1889: Seitenaltar des hl. Sebastian in der St. Johanneskirche in Bad Homburg - Kirdorf[6]
- 1895: Kreuzigung und Die Steinigung des Stephanus an der Stützmauer der Kirche St. Stephan am Willigisplatz in Mainz-Altstadt. Die Kreuzigung wurde 2013 restauriert, die Steinigung 2014 durch eine Kopie ersetzt.[7]
- 1896–98: Ausmalung von St. Cäcilia in Harsum[8]
- 1898/99: Ausmalung der Wände und des Gewölbes von St. Martinus in Borsum[9]
- 1900 Ausmalung der Flachdecken - Voute in St. Katharina in Ransel mit Porträts verschiedener Heiliger in Neorenaissancerahmungen.[10]

## Publikationen
- Valentin Volk: Kirchenmaler, Mainz, Kapuzinerstraße 11; Specialität kirchlicher Kunst. Falk, Mainz 1890.